# Bom ladrão
O bom ladrão (falecido em Jerusalém por volta de 30–33 d.C.), venerado pela Igreja Católica como São Dimas e pela Igreja Ortodoxa como Rakh, foi um dos ladrões que foram crucificados com Jesus Cristo e que, ao reconhecer-se pecador e crer em Cristo, foi perdoado e recebido no Paraíso conforme o Evangelho de Lucas.

## No Novo Testamento
Na Bíblia o nome do bom ladrão não aparece. Ele expressa a crença de que Jesus "virá no reino de Deus", e este pede que, nesse dia, Jesus se lembre dele:
| “ | «39 Então um dos malfeitores que estavam pendurados, blasfemava dele, dizendo: Não és tu o Cristo? salva-te a ti mesmo e a nós. 40 Respondendo, porém, o outro, repreendia-o, dizendo: Nem ao menos temes a Deus, estando na mesma condenação? 41 E nós, na verdade, com justiça; porque recebemos o que os nossos feitos merecem; mas este nenhum mal fez. 42 Então disse: Jesus, lembra-te de mim, quando entrares no teu reino. 43 Respondeu-lhe Jesus: Em verdade te digo que hoje estarás comigo no paraíso.» (Lucas 23:39–43) | ” |

A pontuação e tradução de manuscritos antigos variam no versículo 43. A maioria dos manuscritos tem "…te digo; hoje…". Nos Evangelhos siríacos Cureton tem "hoje te digo; estarás comigo no paraíso".

## Nos evangelhos apócrifos
Na versão grega do pseudo-epígrafo Evangelho de Nicodemos (apócrifo, do século IV), o nome aparece pela primeira vez. Na versão latina do Evangelho de Nicodemos, também conhecida como Atos de Pilatos, o nome do segundo ladrão também é dado - Gestas. No Evangelho Árabe da Infância de Jesus (apócrifo, do século VI), o bebê Jesus encontra os dois ladrões, Tito e Dumachus, e prevê que, depois de trinta anos eles serão crucificados com ele. Na tradição da Igreja Ortodoxa Russa o nome do bom ladrão é Rakh.

## Na tradição católica
Pela tradição cristã, São Dimas é o protetor dos pobres agonizantes, sobretudo daqueles cuja conversão na última hora parece mais difícil. Entregam a São Dimas a proteção das casas e propriedades contra os ladrões. Invocam-no nas causas difíceis, sobretudo nos negócios financeiros, para a conversão e emenda dos bêbados, dos jogadores e ladrões. É protetor dos presos e das penitenciárias, dos carroceiros e condutores de veículos. A Igreja Católica celebra dia 25 de março como dia de São Dimas.

## Na cultura popular
- Racionais MC's: Dimas é mencionado com frequência pelo grupo de rap paulista Racionais MC's, como sendo o primeiro "vida loka" da História. Sua figura é reverenciada como a de um fora da lei arrependido. Na música Vida Loka II, do álbum Nada Como Um Dia Após O Outro Dia, Dimas é citado na seguinte passagem:[2]

| “ | Enquanto zé povinho apedrejava a cruz / Um canalha fardado cuspiu em Jesus / Aos 45 do segundo arrependido/ salvo e perdoado/ é Dimas, o bandido É loco o bagulho/ Arrepia na hora/ DIMAS, primeiro vida loka da história | ” |

- Caetano Veloso/Gal Costa: No álbum de 2011 intitulado Recanto, composto e produzido por Caetano Veloso e interpretado por Gal Costa, São Dimas é referido no refrão da música "Miami maculelê", junto com outras figuras associadas ao "bom ladrão" como Robin Hood e Charles Anjo 45.

- Morada: A música "Para Dimas" da banda Morada foi composta e lançada no álbum "Atenção" de 2013. A canção aborda a história de Dimas, o "bom ladrão" que foi crucificado ao lado de Jesus. Do ponto de vista de Jesus, a mensagem central da música é de amor, perdão e redenção. Jesus, na cruz, oferece a Dimas a chance de arrependimento e promete-lhe o paraíso, enfatizando que não espera a perfeição, mas o coração e a decisão de buscar a redenção